# Anza (míssil)

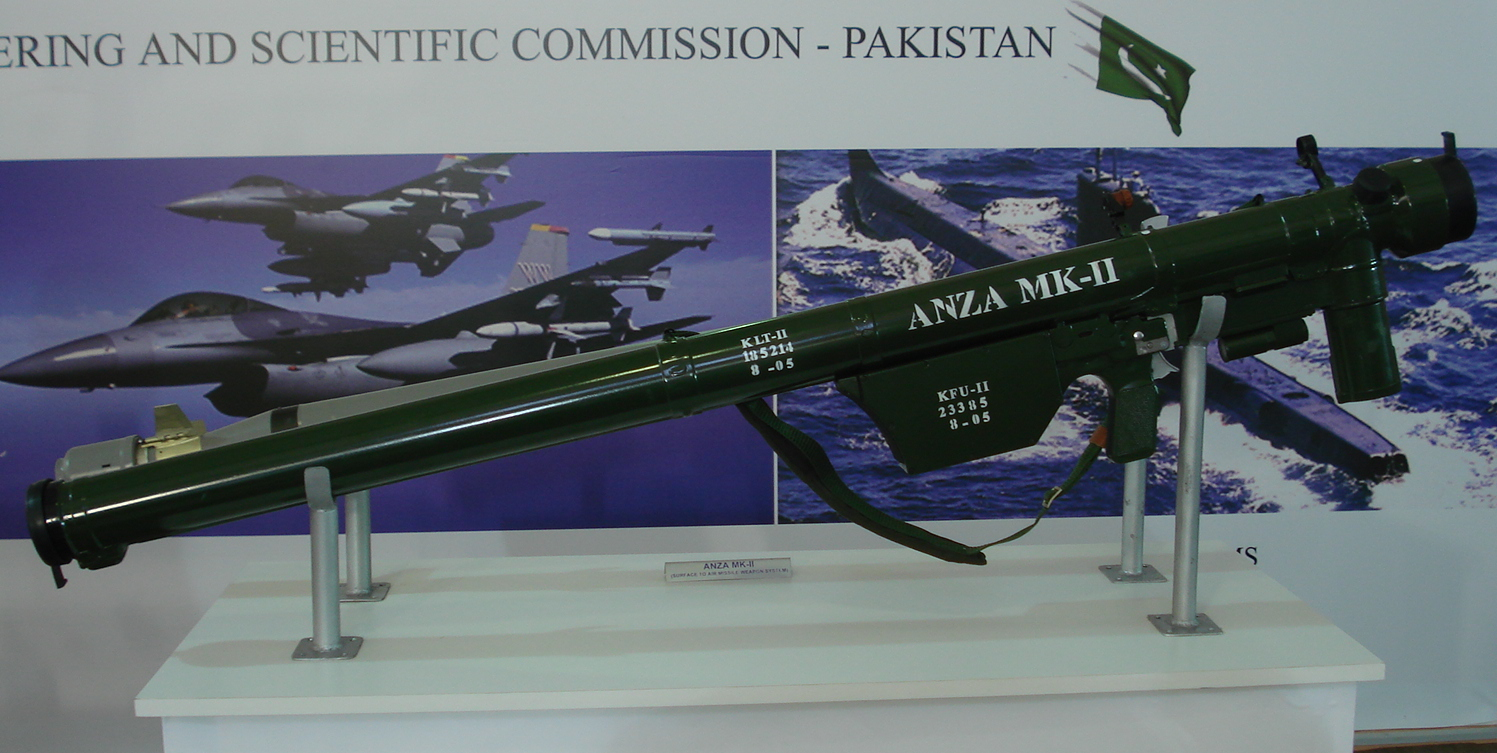
Anza Mk-II.

O Anza (عنزہ Anza) é um míssil superfície-ar do tipo MANPAD de ombros, produzido pelo Paquistão. Guiado por um censor infravermelho, o Anza é usado para defesa de curto alcance.
O Anza é produzido pelo Laboratório Khan (KRL), sendo uma das principais infraestruturas convencionais para projetos de armas. O desenvolvimento foi originalmente feito para eliminar a dependência de importações de sistemas estrangeiros caros. Várias versões do Anza estão atualmente em serviço no exército paquistanês, com a versão Mk-III a mais recente. O Anza é também oferecido para exportação, sendo a Malásia o único cliente depois de receber em torno de cem Anza Mk-I em 2002 e, mais tarde, um adicional de 500 (quinhentos) sistemas Anza Mk-II.

## Operadores

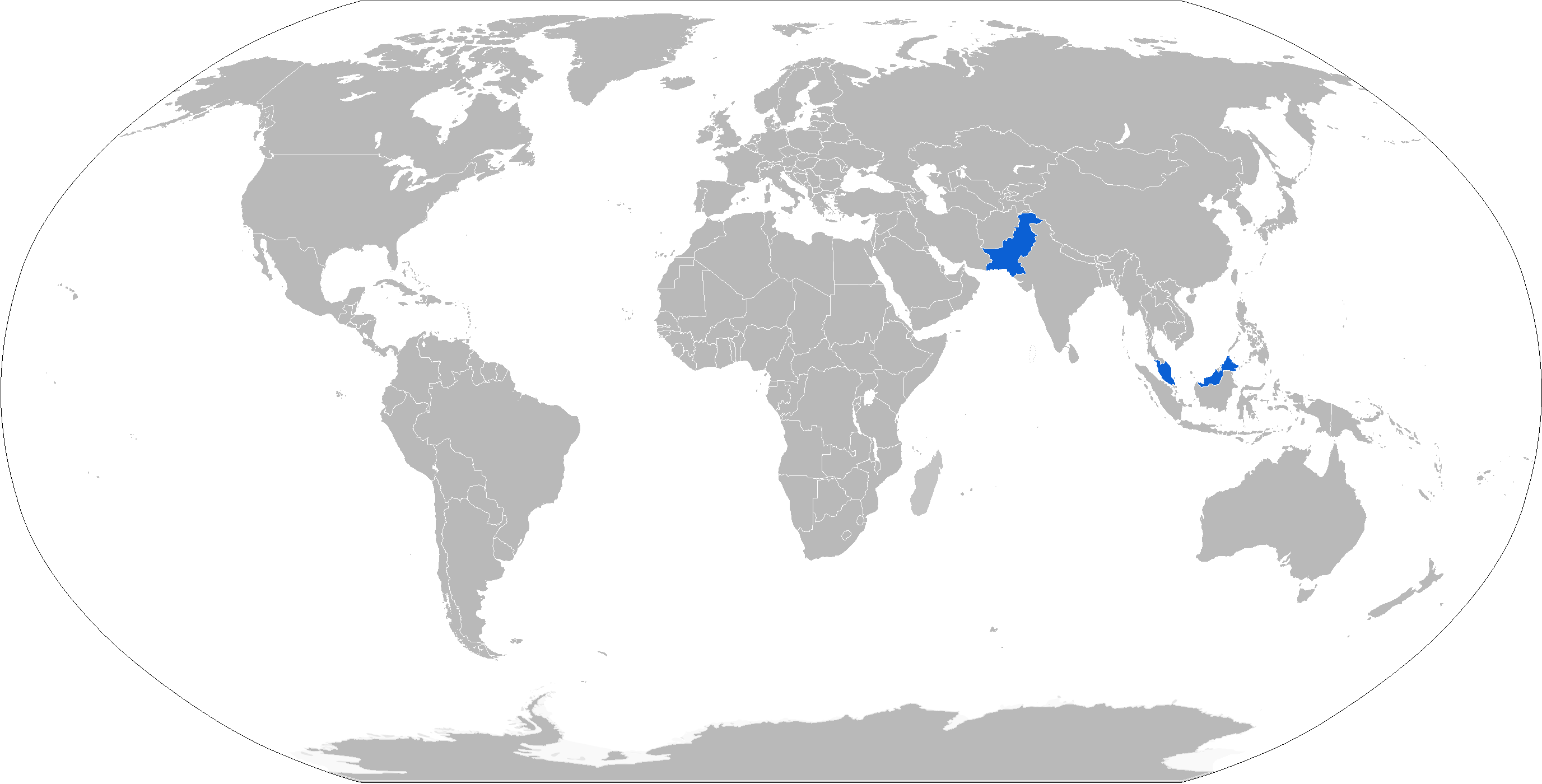
Mapa com os operadores do Anza em azul.

### Atuais operadores
Paquistão
- Exército do Paquistão - Grande quantidade de Mk.I, Mk.II e Mk.III que estão em serviço.[4]

 Malásia
- Exército da Malásia - são 100 sistemas Anza Mk-I recebidos em 2002.[7] 500 sistemas  Anza MK.II entregues como parte de um acordo de RM446 milhões com o Paquistão,[8] usados em armar a Décima Brigada de Paraquedistas.[9]